# Odalheim
Odalheim è l'undicesimo album in studio del gruppo musicale death metal svedese Unleashed, pubblicato dall'etichetta discografica Nuclear Blast nel 2012.

## Tracce
1. Fimbulwinter – 4:11
2. Odalheim – 4:29
3. White Christ – 3:12
4. The Hour of Defeat – 3:10
5. Gathering the Battalions – 3:06
6. Vinland – 3:58
7. Rise of the Maya Warriors – 2:40
8. By Celtic and British Shores – 3:49
9. The Soil of Our Fathers – 4:55
10. Germania – 3:33
11. The Great Battle of Odalheim – 5:51

## Formazione
- Johnny Hedlund – voce, basso
- Fredrik Folkare – chitarra
- Tomas Måsgard – chitarra
- Anders Schultz – batteria